# Niccolò Machiavelli (1449–1516)
Niccolò di Alessandro Machiavelli [nikkoˈlɔ makjaˈvɛlli] (* 25. September 1449; † vor 14. Februar 1516) war ein entfernter Cousin und zeitgenössischer Namensvetter des namhaften Florentiner Philosophen, Politikers, Diplomaten, Geschichtsschreibers und Dichters Niccolò Machiavelli (1469–1527).

## Leben
Niccolò di Alessandro di Filippo di Lorenzo di Filippo Machiavelli stammte von einem Urgroßonkel des namhaften, etwa zwanzig Jahre nach ihm geborenen Florentiners ab. Da die Zeit zwischen 1498 und 1512 beide Namensträger in politischen Aktivitäten erlebt haben, besteht zuweilen die Gefahr einer Verwechslung bzw. das Gebot der Achtsamkeit in der Begegnung mit den Quellen.
Niccolò hatte in Filippo di Alessandro Machiavelli einen 1461 geborenen Bruder. Seit 1469 waren die Geschwister verwaist, lebten jedoch in den Häusern ihrer Sippe in Oltrarno. 
1475 war Niccolò der Handlungsträger in einer nachbarschaftlichen und familiären Streitigkeit, als er in das Haus von Bernardo di Niccolò Machiavelli einstieg, heimlich mit dessen Magd Geschlechtsverkehr hatte und ein Kind zeugte. Er wurde nach der Entdeckung der Schwangerschaft im Herbst des Jahres auf die Sicherstellung einer Mitgift verpflichtet, die junge, aus dem Pistoiesischen stammende Frau aus dem Hausstand des Onkels verstoßen. Bernardo beschwerte sich, er hätte, falls er es gewusst hätte, Vorsorge getroffen, 'acciò che io provedessi', dass man aus seinem Haus kein Bordell machte, 'che in casa mia non si facessi bordello'.
Am 21. April 1501 wurde Niccolò an der Seite des Kommissars Giovanni Ridolfi für eine Entsendung nach Pistoia ausgewählt, auf dass sie den dortigen Parteiunruhen steuerten. Er hatte bis zum Juni Aufenthalt in dieser Untertanenkommune der Republik Florenz. 
Der Bruder Filippo war im Frühjahr 1506 und im November 1512 Podestà von Pistoia. Letzterer Datumszeitraum zeigt mit Blick auf den Familienzweig an, dass er nicht in die Ungnade der im September des Jahres nach Florenz zurückgekehrten Medici gefallen war. Der prominente, 1469 geborene Niccolò Machiavelli hingegen verlor in dieser Zeit Ansehen und Ämter.
Niccolò di Alessandro Machiavelli verstarb eingangs des Jahres 1516.